# 604 г. пр.н.е.

## Събития

### В Азия

#### Във Вавилония
- Навуходоносор II (605 – 562 г. пр.н.е.) е цар на Вавилония.[1]
- През тази година царят ръководи победоносно войската си в западните предели на царството като приема подчинението и дан местни владетели (в Сирия и Палестина) и превзема град, който някои изследователи разпознават Ашкелон.[2]

#### В Мидия
- Киаксар (625 – 585 г. пр.н.е.) е цар на Мидия.[3]

### В Африка

#### В Египет
- Фараон на Египет е Нехо II (610 – 595 г. пр.н.е.).[4]

### В Европа

#### В Гърция
- Повеждатдат се 44-тe Олимпийски игри:
  - Победител в дисциплината бягане на разстояние един стадий става Гелон от Лакония.[5]